# دان + شاي
دان + شاي (بالإنجليزية: Dan + Shay)‏ هي فرقة كانتري ثنائية أمريكية تتكون من دان سميرز و شاي موني.

## وصلات خارجية
- دان + شاي على موقع ميوزك برينز (الإنجليزية)
- دان + شاي على موقع أول ميوزيك (الإنجليزية)
- دان + شاي على موقع ديسكوغز (الإنجليزية)